# Brutus Hamilton
Brutus Hamilton (Estados Unidos, 19 de julio de 1900-28 de diciembre de 1970) fue un atleta estadounidense, especialista en la prueba de decatlón en la que llegó a ser subcampeón olímpico en 1920.

## Carrera deportiva
En los JJ. OO. de Amberes 1920 ganó la medalla de plata en la competición de decatlón, logrando 6771 puntos, tras el noruego Helge Løvland (oro con 6803 puntos) y superando al sueco Bertil Ohlson (bronce).